# Bettina Wagner (Germanistin)
Bettina Wagner (* 9. September 1964 in Würzburg) ist eine deutsche Germanistin, Mittellateinerin und Bibliothekarin. Seit 1. Oktober 2016 ist sie Leiterin der Staatsbibliothek Bamberg.

## Leben
Bettina Wagner ist das einzige Kind des Bankdirektors Engelbert Wagner und seiner Ehefrau Irene. Nach dem Abitur an der St.-Ursula-Schule Würzburg studierte sie Germanistik, Romanistik und Mittellatein an der Julius-Maximilians-Universität Würzburg und der University of Oxford. 1994 wurde sie in Würzburg mit einer Dissertation über einen mittelalterlichen Text (Epistola presbiteri Johannis) promoviert. Von 1992 bis 1996 war sie an einem Projekt zur Erschließung der Inkunabelsammlung der Bodleian Library der University of Oxford tätig.
Von 1996 bis 1998 durchlief sie das Referendariat für den Dienst an wissenschaftlichen Bibliotheken in Bayern, von 1998 bis 2016 war sie in der Bayerischen Staatsbibliothek München beschäftigt. In den Jahren 2002/2003 war sie an die Deutsche Forschungsgemeinschaft in Bonn abgeordnet und dort im Bereich Wissenschaftliche Literaturversorgungs- und Informationssysteme tätig. Von 2005 bis 2016 war sie Leiterin des Referats Handschriftenerschließungszentrum und Inkunabelsammlung in der Abteilung für Handschriften und Alte Drucke der Bayerischen Staatsbibliothek. Seit dem 1. Oktober 2016 ist sie als Nachfolgerin von Werner Taegert Leiterin der Staatsbibliothek Bamberg.
Am 3. September 2019 wurde Bettina Wagner zur Honorarprofessorin für das Fachgebiet „Buchgeschichte des Mittelalters und der Frühen Neuzeit“ an der Otto-Friedrich-Universität Bamberg bestellt. Seit 2020 ist sie die Präsidentin der E.T.A. Hoffmann-Gesellschaft.
Seit 1991 übt Bettina Wagner Lehrtätigkeiten in den Bereichen Germanistik und Mittellatein an den Universitäten Würzburg, Oxford, Erlangen-Nürnberg und München aus. An der Bibliotheksakademie Bayern unterrichtet sie das Fach Buchgeschichte. Seit 2002 ist sie Fachreferentin für die elektronische Rezensionszeitschrift IASLonline, seit 2016 Mitherausgeberin des Mittellateinischen Jahrbuchs und des Jahrbuchs für Buch- und Bibliotheksgeschichte.

## Schriften (Auswahl)
- Die „Epistola presbiteri Johannis“ lateinisch und deutsch. Überlieferung, Textgeschichte, Rezeption und Übertragungen im Mittelalter. Mit bisher unedierten Texten (= Münchener Texte und Untersuchungen zur deutschen Literatur des Mittelalters. Bd. 115). Niemeyer, Tübingen 2000, ISBN 3-484-89115-7.
- (mit Armin Schlechter): Von der Neuburger Kammerbibliothek zur "Bibliotheca Palatina". Ottheinrichs Bücher und ihre Einbände. In: dies. (Hrsg.): Bibliotheken in Neuburg an der Donau. Sammlungen von Pfalzgrafen, Mönchen und Humanisten. Harrassowitz, Wiesbaden 2005, S. 137–154, ISBN 3-447-05197-3.
- Inkunabeln im Kloster. Ein Regensburger Bibliothekskatalog von 1501 und die Rekonstruktion der Sammlung. In: Bibliothek und Wissenschaft, Bd. 39 (2006), S. 1–42.
- (mit Florian Sepp u. Stephan Kellner): Handschriften und Inkunabeln aus süddeutschen Frauenklöstern in der Bayerischen Staatsbibliothek in München. In: Eva Schlotheuber (Hrsg.): Nonnen, Kanonissen und Mystikerinnen. Religiöse Frauengemeinschaften in Süddeutschland (= Veröffentlichungen des Max-Planck-Instituts für Geschichte, Bd. 235). Vandenhoeck & Ruprecht, Göttingen 2008, S. 317–372, ISBN 978-3-525-35891-7.
- Das Prämonstratenserkloster Windberg und seine Bibliothek im Spiegel der Ausgabenbücher des 15. Jahrhunderts. In: Andrea Rapp (Hrsg.): Zur Erforschung mittelalterlicher Bibliotheken. Chancen – Entwicklungen – Perspektiven (= Zeitschrift für Bibliothekswesen und Bibliographie, Sonderbände, Bd. 97). Klostermann, Frankfurt/M. 2009, S. 421–436, ISBN 3-465-03630-1.
- Vom Experiment zur Massenware – Medienwandel im 15. Jahrhundert. In: dies. (Bearb.): Als die Lettern laufen lernten. Medienwandel im 15. Jahrhundert.  Inkunabeln aus der Bayerischen Staatsbibliothek München (= Ausstellungskataloge / Bayerische Staatsbibliothek, Bd. 81). Reichert, Wiesbaden 2009, S. 12–23, ISBN 978-3-89500-699-9.
- Kirchliches Säkularisationsgut in der Bayerischen Staatsbibliothek. In: Johannes Merz (Hrsg.): Kirchliche Buchbestände als Quelle der Kulturgeschichte (= Veröffentlichungen der Arbeitsgemeinschaft Katholisch-Theologischer Bibliotheken, Bd. 5). Echter, Würzburg 2010, S. 27–39, ISBN 978-3-429-03238-8.
- Idealtyp und Individuum. Blockbücher im Medienwandel des 15. Jahrhunderts. In: dies. (Bearb.): Vom ABC bis zur Apokalypse. Leben, Glauben und Sterben in spätmittelalterlichen Blockbüchern. Quaternio-Verlag, Luzern 2012, S. 11–27, ISBN 978-3-905924-12-1.
- Blockbücher in bayerischen Sammlungen. Ein DFG-Projekt zur institutionenübergreifenden Erschließung seltener Frühdrucke. In: dies. (Hrsg.): Blockbücher des 15. Jahrhunderts. Eine Experimentierphase im frühen Buchdruck (= Bibliothek und Wissenschaft, Bd. 46). Harrassowitz, Wiesbaden 2013, S. 7–12, ISBN 978-3-447-10052-6.
- (Mitautorin): Der Einsatz von Infrarot-Technik zur Dokumentation von Wasserzeichen aus Blockbüchern. In: ebd., S. 13–34.
- Eine Prachthandschrift entsteht. Die Arbeitsvorgänge im Skriptorium und der verlorene Einband. In: Bernd Schneidmüller u. a.: Die Bamberger Apokalypse. Visionen vom Ende der Zeit. wbg-Edition, Darmstadt 2022, S. 351–364, ISBN 978-3-534-27507-6.
- Vom Heiligtum zum modernen Museum. Zur E. T. A. Hoffmann-Pflege in Bamberg. In: Benjamin Schlodder u. a. (Hrsg.): Unheimlich Fantastisch. E. T. A. Hoffmann 2022. Spector-Books, Leipzig 2022, S. 353–362, ISBN 978-3-95905-573-4.